# Ramūnas Šiškauskas
Ramūnas Šiškauskas, né le 10 septembre 1978 à Kaišiadorys, est un joueur lituanien basket-ball. Il évolue aux postes d'arrière et d'ailier.
Il annonce sa retraite en mai 2012.

## Club
- 1996-1999 :  Sakalai (LKL)
- 1999-2004 :  Lietuvos rytas (LKL)
- 2004-2006 :  Benetton Trévise (LegA)
- 2006-2007 :  Panathinaïkos (ESAKE)
- 2007-2012 :  CSKA Moscou (Superligue)

## Palmarès

### En club
international
- Vainqueur de l'Euroligue : 2007

régional
- Vainqueur de la Ligue nord européenne de basket-ball : 2002

national
- Champion de Lituanie : 2000, 2002
- Champion d'Italie : 2006
- Champion de Grèce : 2007
- Champion de Russie : 2008
- Vainqueur de la Coupe d'Italie : 2005
- Vainqueur de la Coupe de Grèce 2007

### Sélection nationale
Jeux olympiques d'été
- Médaille de bronze des Jeux olympiques de 2000 à Sydney
- Participation en Jeux olympiques de 2004 d'Athènes
- Participation en Jeux olympiques de 2008

de Pékin
Championnat du monde
- 7e au Championnat du monde 2006 au Japon

Championnat d'Europe
- Médaille d'or du championnat d'Europe 2003 en Suède
- Médaille de bronze au championnat d'Europe 2007 en Espagne
- 5e au Championnat d'Europe 2005 en Serbie-Monténégro
- Participation au Championnat d'Europe 2001 en Turquie

### Distinctions personnelles
- MVP de la Finale du championnat d'Italie 2006
- MVP du Championnat de Lituanie 2001
- Élu dans le cinq du championnat d'Europe 2007.
- Meilleur joueur (MVP) de l'Euroligue de basket-ball 2007-2008.
- Nommé dans le second cinq de l'Euroligue 2008-2009

## Sources et références
1. ↑  Basket News, HS #25, été 2007, p.56